# El Megve
El Megve är en kommun i departementet Bassikounou i regionen Hodh Ech Chargui i Mauretanien. Kommunen hade 5 281 invånare år 2013.